# Porth Navas
Porth Navas – wieś w Anglii, w Kornwalii. Leży 28 km na wschód od miasta Penzance i 387 km na południowy zachód od Londynu.